# Microceraphron subterraneus
Microceraphron subterraneus is een vliesvleugelig insect uit de familie van de Ceraphronidae. De wetenschappelijke naam van de soort is voor het eerst geldig gepubliceerd in 1935 door Szelenyi.